# Frank Arnold Bumpus
Frank Arnold Bumpus, né le 20 mars 1886 à Birmingham, Royaume-Uni, et mort le 6 avril 1980, était un ingénieur aéronautique britannique. Il fut le chef du bureau d’études de Blackburn Aircraft durant l’entre-deux-guerres.